# F-03K
ドコモ らくらくホン らくらくスマートフォン me F-03K（ドコモ らくらくホン らくらくスマートフォン ミー エフ ゼロサン ケイ）は、富士通コネクテッドテクノロジーズが開発したNTTドコモの第3.9世代移動通信システム（Xi）と第3世代移動通信システム（FOMA）のデュアルモード端末である。ドコモ らくらくホンの一つ。

## 概要
本端末はらくらくスマートフォン4（F-04J）の後継機種である。

## 特徴・機能
使用書体が変更となり、濁点や半濁点を大きくし、はなれを明確にし、手書き文字に近づけることで区別しやすくした「UD新丸ゴシック」が採用された。
また、らくらくスマートフォン4で採用された迷惑電話対策に加え、迷惑メールの可能性のあるメールやSMSを開封する際に注意喚起を行うことで慎重な行動を促す「らくらく迷惑メール判定」が搭載された。
らくらくスマートフォン専用ブラウザは改良され、画面下部に常時表示されるボタン項目は「戻る」・「メニュー」に加え、「履歴」が追加された。
なお、上記に述べた機能以外の多くの機能はらくらくスマートフォン4から引き続き搭載される。
カラーバリエーションはらくらくスマートフォン4から引き続き設定されるピンクとブラックに、らくらくスマートフォン2(F-08E)以来の設定となるゴールド、新色のブルーを追加した4色展開となる。

## 内蔵アプリ
ドコモのアプリ（提携企業のアプリを含む）
ドコモあんしんスキャン、dフォト（フォトコレクション）、データ保管BOXはダウンローダをプリインストール、それ以外のアプリは本体にプリインストール済み
- 電話
- ドコモ電話帳
- メモ
- スケジュール
- ドコモメール
- ドコモデータコピー
- 災害用キット
- 遠隔サポート
- ドコモあんしんスキャン
- dメニュー
- dマーケット
- dポイントクラブ
- しゃべってコンシェル
- dフォト（フォトコレクション）
- はなして翻訳
- iDアプリ
- データ保管BOX
- 地図
- 乗換案内（地図）
- おすすめアプリ
- スゴ得コンテンツ
- iチャネル
- iコンシェル
- ドコモ海外利用
- お客様サポート
- つながりほっとサポート
- dエンジョイパス

その他のアプリ
- インターネット
- ワンタッチダイヤル
- SMS
- カメラ・ビデオ
- アルバム
- らくらくコミュニティ
- LINE
- 目覚まし
- 本体設定
- 使いかたガイド
- 電卓
- お知らせタイマー
- ボイスレコーダー
- QRコード読み取り
- 拡大鏡
- Document Viewer
- パソコンメール
- 歩数計
- おサイフケータイ
- テレビ
- Radiko.jp.for Android
- ゲーム
- NHKラジオ
- 安心データ保存
- らくらく写真転送
- Google
- Chrome
- Gmail
- マップ
- YouTube
- ドライブ
- Play Music
- Playムービー&TV
- Duo
- フォト
- カレンダー
- 時計
- 音声検索
- Playストア

## 歴史
- 2017年10月18日 - 2017-2018年冬春モデルの1機種として開発を発表[3]。
- 2018年
  - 2月22日 - 発売日を発表[4]。
  - 2月28日 - 発売。

## アップデート
最新のアップデートを適用すると過去に実施された不具合改善・機能追加・セキュリティパッチ更新に関するアップデートがすべて適用される。最新のビルド番号はV38R067Aである。
2018年4月2日のアップデート
- 品質改善が実施される
- セキュリティ更新が行われ、設定メニューのセキュリティパッチレベルが2018年3月となる

2018年5月31日のアップデート
- 特定の条件下で充電開始音や完了音が鳴らない場合がある不具合が改善される
- セキュリティ更新が行われ、設定メニューのセキュリティパッチレベルが2018年5月となる

2018年7月31日のアップデート
- Bluetoothの不具合（特定の条件下で切断される場合がある）が改善される
- セキュリティ更新が行われ、設定メニューのセキュリティパッチレベルが2018年7月となる
- my daiz（マイ デイズ）サービスに対応し、利用が可能となる

2018年9月27日のアップデート
- 品質改善が行われる
- セキュリティ更新が行われ、設定メニューのセキュリティパッチレベルが2018年9月となる

2018年12月6日のアップデート
- まれに睡眠時間が正常に計測されない場合がある不具合が改善される
- セキュリティ更新が行われ、設定メニューのセキュリティパッチレベルが2018年11月となる

2019年1月31日のアップデート
- スケジュールに関する不具合（特定の条件下でのアラーム通知が正常に鳴動しない場合がある）が改善される
- セキュリティ更新が行われ、設定メニューのセキュリティパッチレベルが2019年1月となる

2019年3月28日のアップデート
- 品質改善が行われる
- セキュリティ更新が行われ、設定メニューのセキュリティパッチレベルが2019年3月となる

2019年5月29日のアップデート
- 品質改善が行われる
- セキュリティ更新が行われ、設定メニューのセキュリティパッチレベルが2019年5月となる

2019年7月22日のアップデート
- セキュリティ更新が行われ、設定メニューのセキュリティパッチレベルが2019年7月となる

2019年8月28日のアップデート
- 品質改善が行われる
- d払いやdショッピングサービスが機能向上される
- らくらくホンセンターのショートカットダイヤル番号が変更される

2019年10月9日のアップデート
- 品質改善が行われる
- セキュリティ更新が行われ、設定メニューのセキュリティパッチレベルが2019年9月となる

2020年3月16日のアップデート
- 利便性向上のため、dマーケット・My docomo・dポイント・マイマガジンがフォルダにまとめられた
- 品質改善が行われる
- セキュリティ更新が行われ、設定メニューのセキュリティパッチレベルが2019年10月となる

2021年3月4日のアップデート
- アプリ表示に関する不具合（特定のアプリで最前面が正常に表示さない場合がある）が改善される